# Коптев, Василий Иванович
Васи́лий Ива́нович Ко́птев (ок. 1820 — 1888) — русский журналист, корреспондент главного управления государственного коннозаводства по Тульской губернии.

## Биография
Учился в пансионе М. Г. Павлова и на юридическом факультете Московского университета. В службу вступил 29 ноября 1839 года. С 3 марта 1855 года — в отставке. Вернулся на службу 7 февраля 1859 года; с 25 марта 1865 года — действительный статский советник. В 1869 году — мировой посредник Каширского уезда.
Начиная с 1847 года печатал в «Москвитянине», «Отечественных записках», «Московских Ведомостях», «Журнале коннозаводства», «Русском архиве» и других изданиях статьи, посвящённые коннозаводству и его истории; часть их вошла в роскошно изданный капитальный труд: «Материалы для истории русского коннозаводства» (Москва, 1887). Кроме того, Коптев опубликовал отдельно: «О столетнем юбилее гр. А. Г. Орлова-Чесменского» (М., 1875); «Столетний юбилей в честь гр. А. Г. Орлова-Чесменского, в память основанной им породы лошадей верховых и рысистых, в 1775 г.» (Москва, 1876); «К вопросу о скаковой лошади» (М., 1880). Детальное знание предмета дало Коптеву громкую известность в среде специалистов скакового и рысистого спорта.
Умер 8 (20) февраля 1888 года в возрасте 68 лет. Похоронен вместе с женой, княгиней Екатериной Ивановной (княгиня Мустафина), на кладбище Троице-Сергиевой лавры.

## Награды
- орден Св. Владимира 3-й ст. (1867)
- орден Св. Станислава 1-й ст. (1869)
- орден Св. Анны 1-й ст. (1872)
- орден Почётного легиона, офицерский крест (1868)
- орден кн. Даниила I 2-й ст. (1874)